# Campionatul Mondial de Semimaraton din 2005
A 14-a ediție a Campionatului Mondial de Semimaraton s-a desfășurat pe 1 octombrie 2005 la Edmonton, Canada. Au participat 156 de sportivi din 43 de țări.

## Rezultate

### Masculin
| Loc | Sportiv               | Timp    |
| --- | --------------------- | ------- |
| 1   | Fabiano Joseph        | 1:01:08 |
| 2   | Mubarak Hassan Shami  | 1:01:09 |
| 3   | Yonas Kifle           | 1:01:13 |
| 4   | Sileshi Sihine        | 1:01:14 |
| 5   | Abebe Dinkessa        | 1:01:53 |
| 6   | John Yuda Msuri       | 1:02:11 |
| 7   | James Mwangi Macharia | 1:02:25 |
| 8   | Kazuo Ietani          | 1:02:26 |
| 9   | Yared Asmeron         | 1:02:44 |
| 10  | Norman Dlomo          | 1:02:45 |

| Loc | Țară                                                                  | Timp                            |
| --- | --------------------------------------------------------------------- | ------------------------------- |
|     | Etiopia Sileshi Sihine (4) Abebe Dinkesa (5) Lishan Yegezu (13)       | 3:06:18 1:01:14 1:01:53 1:03:11 |
|     | Eritreea Yonas Kifle (3) Yared Asmerom (9) Tesfayohannes Mesfin (12)  | 3:07:05 1:01:13 1:02:44 1:03:08 |
|     | Japonia Kazuo Ietani (8) Takayuki Matsumiya (11) Takanobu Ōtsubo (17) | 3:08:30 1:02:26 1:02:45 1:03:19 |

### Feminin
| Loc   | Sportivă                 | Timp    |
| ----- | ------------------------ | ------- |
| 1     | Constantina Diță-Tomescu | 1:09:17 |
| 2     | Lornah Kiplagat          | 1:10:19 |
| 3     | Susan Chepkemei          | 1:10:20 |
| 4     | Galina Bogomolova        | 1:10:34 |
| 5     | Mihaela Botezan          | 1:10:36 |
| 6     | Madaí Pérez              | 1:10:37 |
| 7     | Lidia Grigorieva         | 1:11:01 |
| 8     | Nuța Olaru               | 1:11:07 |
| 9     | Merima Hashim            | 1:11:09 |
| 10    | Adriana Pirtea           | 1:11:10 |
| [...] |                          |         |
| 27    | Luminița Talpoș          | 1:14:01 |

| Loc | Țară                                                                          | Timp                            |
| --- | ----------------------------------------------------------------------------- | ------------------------------- |
|     | România · Constantina Diță-Tomescu (1) · Mihaela Botezan (5) · Nuța Olaru (8) | 3:31:00 1:09:17 1:10:36 1:11:07 |
|     | Rusia Galina Bogomolova (4) Lidia Grigorieva (7) Irina Timofeeva (11)         | 3:33:05 1:10:34 1:11:01 1:11:30 |
|     | Japonia Terumi Asoshina (12) Hiromi Ōminami (13) Yōko Yagi (14)               | 3:35:42 1:11:45 1:11:57 1:12:00 |

## Clasament pe medalii
| Loc   | Țară          | Aur | Argint | Bronz | Total |
| ----- | ------------- | --- | ------ | ----- | ----- |
| 1     | România       | 2   | 0      | 0     | 2     |
| 2     | Etiopia       | 1   | 0      | 0     | 1     |
| 2     | China         | 1   | 0      | 0     | 1     |
| 4     | Eritreea      | 0   | 1      | 1     | 2     |
| 5     | Qatar         | 0   | 1      | 0     | 1     |
| 5     | Rusia         | 0   | 1      | 0     | 1     |
| 5     | Țările de Jos | 0   | 1      | 0     | 1     |
| 8     | Japonia       | 0   | 0      | 2     | 2     |
| 9     | Kenya         | 0   | 0      | 1     | 1     |
| Total | Total         | 4   | 4      | 4     | 12    |